# Troglohyphantes spinipes
Troglohyphantes spinipes là một loài nhện trong họ Linyphiidae. Nó là loài đặc hữu của Slovenia.